# Kotezi (Vrgorac)
Kotezi falu Horvátországban, Split-Dalmácia megyében. Közigazgatásilag Vrgorachoz tartozik.

## Fekvése
Makarskától légvonalban 28, közúton 40 km-re délkeletre, községközpontjától 2 km-re nyugatra Közép-Dalmáciában, az A1-es autópálya mellett fekszik.

## Története
A horvát törzsek a 7. század végén és a 8. század elején telepedtek le itt, ezután területe a neretvánok kenézségének Paganiának a részét képezte. A térség a középkorban is folyamatosan lakott volt. Ezt bizonyítják az itt található 14. – 15. századi sírkövek. A török a 15. század második felében szállta meg ezt a vidéket, mely 1690 körül szabadult fel végleg a több mint kétszáz éves uralma alól. A török uralom után a település a Velencei Köztársaság része lett. A török időkben a megmaradt lakosság lelki szolgálatát a živogošćei kolostor ferences szerzetesei látták el. A kandiai háború idején a térség falvai elpusztultak. A település török uralom végével a 17. század végén 1690 körül a környező településekkel együtt népesült be. A betelepülők ferences szerzetesek vezetésével főként a szomszédos Hercegovinából érkeztek. A lakosság főként földműveléssel és állattartással foglalkozott, de a határhoz közeli fekvésénél fogva eleinte még gyakran kellett részt vennie a velencei-török összecsapásokban. Lakossága a vrgoraci plébániához tartozott. A velencei uralomnak 1797-ben vége szakadt és osztrák csapatok vonultak be Dalmáciába. 1806-ban az osztrákokat legyőző franciák uralma alá került, de Napóleon lipcsei veresége után 1813-ban újra az osztrákoké lett. 1857-ben 195, 1910-ben 517 lakosa volt. 1918-ban az új Szerb-Horvát-Szlovén Állam, majd később Jugoszlávia része lett. Röviddel a Független Horvát Állam megalakulása után 1941. április 17-én olasz csapatok vonultak be a vrgoraci területre. 1942. június 15-én rövid időre elfoglalták a partizánok, majd visszavonultak a Biokovo-hegységbe. Az olasz csapatok védelmét élvező csetnikek még ez évben a község több településén gyújtottak fel házakat és végeztek ki embereket, főleg nőket, gyermekeket és öregeket. Olaszország kapitulációja után 1943-ban német csapatok szállták meg a vidéket. 1944. október 24-én a németek kivonultak és két nappal később Vrgorac környéke felszabadult. A település a háború után a szocialista Jugoszláviához került. 1991 óta a független Horvátországhoz tartozik. 2011-ben 278 lakosa volt.

## Lakosság
| Lakosság változása | Lakosság változása | Lakosság változása | Lakosság változása | Lakosság változása | Lakosság változása | Lakosság változása | Lakosság változása | Lakosság változása | Lakosság változása | Lakosság változása | Lakosság változása | Lakosság változása | Lakosság változása | Lakosság változása | Lakosság változása |
| ------------------ | ------------------ | ------------------ | ------------------ | ------------------ | ------------------ | ------------------ | ------------------ | ------------------ | ------------------ | ------------------ | ------------------ | ------------------ | ------------------ | ------------------ | ------------------ |
| 1857               | 1869               | 1880               | 1890               | 1900               | 1910               | 1921               | 1931               | 1948               | 1953               | 1961               | 1971               | 1981               | 1991               | 2001               | 2011               |
| 195                | 0                  | 339                | 340                | 460                | 517                | 608                | 528                | 422                | 442                | 394                | 350                | 334                | 309                | 314                | 278                |

## Nevezetességei
Remete Szent Antal tiszteletére szentelt kápolnája középkori eredetű, körülötte temető található benne a 14. és 15. századból származó sírkövekkel. A vrgoraci plébánia legrégibb egyházi építménye. Egyszerű, négyzet alaprajzú, kelet-nyugati tájolású épület. Durván, szabálytalanul megmunkált, sorba rakott kövekből épült. A homlokzaton egy egyszerű, boltíves bejárat található, amelynek bal és jobb oldalán nagyobb kőtömböket építettek be, amelyek közül legalább az egyik, egy félholddal díszített sírkő. E kőtömböktől balra és jobbra két kisebb, szabálytalan nyílás található. A homlokzat egy nemrégiben épített, egy darabból álló harangdúccal ellátott oromzattal zárul. A templom nyeregtetőjét kőlapok borítják. A kápolna belsejében, a nyugati falnak támaszkodva, egy kisebb falazott oltár menzája található, amely felett egy, eredetileg szobornak kialakított kis fülke található, amelyet ma szentségtartóként használnak.